# Patrick Joseph O'Donnell
Patrick Joseph O'Donnell (Kilraine, 28 novembre 1856 – Carlingford, 22 ottobre 1927) è stato un cardinale e arcivescovo cattolico irlandese.

## Biografia
Nacque a Kilraine il 28 novembre 1856.
Papa Pio XI lo elevò al rango di cardinale nel concistoro del 14 dicembre 1925.
Morì il 22 ottobre 1927 all'età di 70 anni.

## Genealogia episcopale e successione apostolica
La genealogia episcopale è:
- Cardinale Scipione Rebiba
- Cardinale Giulio Antonio Santori
- Cardinale Girolamo Bernerio, O.P.
- Arcivescovo Galeazzo Sanvitale
- Cardinale Ludovico Ludovisi
- Cardinale Luigi Caetani
- Cardinale Ulderico Carpegna
- Cardinale Paluzzo Paluzzi Altieri degli Albertoni
- Papa Benedetto XIII
- Papa Benedetto XIV
- Papa Clemente XIII
- Cardinale Giovanni Carlo Boschi
- Cardinale Bartolomeo Pacca
- Papa Gregorio XVI
- Cardinale Castruccio Castracane degli Antelminelli
- Cardinale Paul Cullen
- Arcivescovo Joseph Dixon
- Arcivescovo Daniel McGettigan
- Cardinale Michael Logue
- Cardinale Patrick Joseph O'Donnell

La successione apostolica è:
- Vescovo Patrick Finegan (1910)
- Vescovo John Gerald Neville, C.S.Sp. (1913)
- Vescovo William MacNeely (1923)
- Vescovo Bernard O'Kane (1926)
- Vescovo James Joseph MacNamee (1927)